# Пакистан на Светском првенству у атлетици у дворани 2014.
Пакистан је учествовао на Светском првенству у атлетици у дворани 2014. одржаном у Сопоту од 7. до 9. марта девети пут. Репрезентацију Пакистана представљао је један атлетичар, који се такмичио у трци на 800 метара.,
На овом првенству Пакистан није освојио ниједну медаљу. Није било нових националних, личних и али је остварен рекорд сезоне.

## Учесници
Мушкарци:
- Садам Хусејн — 800 м

## Резултати

### Мушкарци
| Атлетичар    | Дисциплина | Лични рекорд | Квалификација                   | Квалификација                   | Финале               | Финале               | Детаљи |
| Атлетичар    | Дисциплина | Лични рекорд | Резултат                        | Место                           | Резултат             | Место                | Детаљи |
| ------------ | ---------- | ------------ | ------------------------------- | ------------------------------- | -------------------- | -------------------- | ------ |
| Садам Хусејн | 800 м      |              | Дисквалификован по чл. 163,3(б) | Дисквалификован по чл. 163,3(б) | Није се квалификовао | Није се квалификовао |        |